# Melcion Mateu i Adrover
Melcion Mateu i Adrover (Barcelona, 1971) és un poeta i traductor català.

## Trajectòria
El 1998 va obtenir el Premi Octavio Paz de Poesia amb Vida evident i el 2014 el Premi Jocs Florals de Barcelona amb Illes lligades.
És també autor de Ningú, petit, un homenatge al còmic Little Nemo in Slumberland, de Winsor McCay, en què des d'un món oníric carregat de fantasia explora el trànsit de la infantesa a la racionalitat de l'edat adulta i de Jardí amb cangurs (2005), en el qual destaca el llarg poema final, «Veritable Panamà».
El 2016 enregistra al costat de Rowan Ricardo Phillips els poemes musicats per Alexis Cuadrado en clau jazzística al CD Poètica . Té també poemes inclosos en revistes i antologies en castellà , anglès, portuguès, rus i eslovè .
Com a traductor ha portat al català obres de Michael Ondaatje, Siri Hustvedt i John Ashbery, entre d'altres. Mateu també ha col·laborat a la premsa, actualment a la revista La Lectora i abans, sobretot, entre 1999 i 2009 a El Punt Avui, amb articles sobre l'actualitat cultural i crítica literària. És llicenciat en filologia espanyola per la Universitat Autònoma de Barcelona, màster en literatura comparada per la Universitat Cornell (Estats Units) i doctor en Literatura Espanyola i Portuguesa per la Universitat de Nova York (EUA).

## Obres
- Vida evident (1999). Barcelona: Columna Edicions.
- Ningú, petit (2002), Barcelona, Edicions 62-Empúries.
- Jardí amb cangurs (2005), Barcelona, Edicions 62. Pròleg d'Àngel Terron.
- Illes lligades, Barcelona, Labreu, 2014. Epíleg d'Andreu Gomila.

## Traduccions
- Autoretrat en un mirall convex (Self-Portrait in a Convex Mirror). de John Ashbery(2019). Poesia. Llibres del Segle.
- Coses que et llegeixo (Reading to You), de Siri Hustvedt (2003). Poesia. Barcelona: Institució de les Lletres Catalanes.
- Alguns arbres (Some Trees). de John Ashbery(2001). Poesia. Edicions 62-Empúries.
- El jardiner constant (The Constant Gardener) (2001), de John leCarré. Novela. Edicions 62.
- El fantasma d'Anil (Anil's Ghost), de Michael Ondaatje. Novela. Barcelona: Ediciones Destino.